# Neo-Vedanta
Neo-Vedanta oder Neu-Vedanta ist der Sammelbegriff für eine von verschiedenen Persönlichkeiten in Indien ausgehende hinduistische Reformbewegung. Als Vertreter des Neo-Vedanta gelten beispielsweise Swami Dayanand, Annie Besant, Swami Vivekananda, Mohandas Karamchand Gandhi, Rabindranath Tagore, Sri Aurobindo und S. Radhakrishnan.
Der Neo-Vedanta „versucht nachzuweisen, dass die ‚Neuerungen‘ des Hinduismus keinesfalls Neuerungen westlicher Elemente bedürfen, sondern diese schon im Hinduismus und namentlich im Vedanta vorhanden sind“.

Eine wichtige Rolle bei der Wiederbelebung des Hinduismus und der Verbreitung des Advaita Vedanta im Westen über die Ramakrishna-Mission spielte im 19. Jahrhundert der hinduistische Mönch und Gelehrte Vivekananda. Seine Interpretation des Advaita Vedanta wurde als „Neo-Vedanta“ bezeichnet. In einem 1896 in London gehaltenen Vortrag mit dem Thema „The absolute and manifestation“ sagte Swami Vivekananda: 

„I may make bold to say that the only religion which agrees with, and even goes a little further than modern researchers, both on physical and moral lines is the Advaita, and that is why it appeals to modern scientists so much. They find that the old dualistic theories are not enough for them, do not satisfy their necessities. A man must have not only faith, but intellectual faith too.“